# Boyfriend (album Boya George’a)
Boyfriend – trzeci solowy album brytyjskiego piosenkarza Boya George'a wydany w kwietniu w 1989, zaledwie sześć miesięcy po jego poprzednim albumie Tense Nervous Headache, którego Virgin Records postanowiło nie wydać w Wielkiej Brytanii, ze względu na słaby wynik sprzedaży singla „Don't Cry”. Album również tak jak poprzedni nie został wydany w Ameryce. Nie znalazł się na żadnej liście przebojów. W Ameryce Virgin Records wydało album High Hat, który zawiera sześć utworów z Tense Nervous Headache i cztery z Boyfriend.

## Lista utworów

### LP
| Side A | Side A                         | Side A                      | Side A  |
| Nr     | Tytuł utworu                   | Autorzy                     | Długość |
| ------ | ------------------------------ | --------------------------- | ------- |
| 1.     | „Don't Take My Mind On A Trip” | Griffin                     | 6:14    |
| 2.     | „You Found Another Guy”        | Griffin / Belle / Middleton | 4:26    |
| 3.     | „Whether They Like It Or Not”  | O'Dowd / Griffin / Belle    | 5:09    |
| 4.     | „I'm Not Sleeping Anymore”     | O'Dowd / Griffin            | 4:20    |

| Side B | Side B                         | Side B                       | Side B  |
| Nr     | Tytuł utworu                   | Autorzy                      | Długość |
| ------ | ------------------------------ | ---------------------------- | ------- |
| 1.     | „Lies”                         | O'Dowd / Naslas              | 4:30    |
| 2.     | „Big Dark Man (Waiting)”       | O'Dowd / Vincent / Hornof    | 4:01    |
| 3.     | „Girlfriend”                   | O'Dowd / Naslas              | 5:01    |
| 4.     | „No Clause 28 (Hi-Energy Mix)” | O'Dowd / Geary / Nightingale | 6:20    |

### CD
| Nr | Tytuł utworu                   | Autorzy                      | Długość |
| -- | ------------------------------ | ---------------------------- | ------- |
| 1. | „Don't Take My Mind On A Trip” | Griffin                      | 6:16    |
| 2. | „You Found Another Guy”        | Griffin / Belle / Middleton] | 4:29    |
| 3. | „Whether They Like It Or Not”  | O'Dowd / Griffin / Belle     | 5:10    |
| 4. | „I'm Not Sleeping Anymore”     | O'Dowd / Griffin             | 4:22    |
| 5. | „Lies”                         | O'Dowd / Naslas              | 4:32    |
| 6. | „Big Dark Man (Waiting)”       | O'Dowd / Vincent / Hornof    | 4:03    |
| 7. | „Girlfriend”                   | O'Dowd / Naslas              | 5:03    |
| 8. | „No Clause 28 (Hi-Energy Mix)” | O'Dowd / Geary / Nightingale | 6:22    |